# Iris Tanner
Iris VeraTanner (Eastbourne, 20 de noviembre de 1906-Alfriston, 22 de noviembre de 1971) fue una nadadora británica especializada en pruebas de estilo libre. Consiguió la medalla de plata en los Juegos Olímpicos de París en 1924, en los 4 x 100 metros.

## Trayectoria

### Juegos Olímpicos de París, 1924[3]
Tanner tenía diecisiete años cuando compitió en tres pruebas en los Juegos Olímpicos de París 1924, oficialmente conocidos como los Juegos de las VIII Olimpiadas. y la primera vez denominados Juegos Olímpicos de verano.
En los 100 metros libres consiguió el segundo puesto en la primera carrera eliminatoria con un tiempo de 1.22,4, pasando a la semifinal donde consiguió mejorar su marca con 1.18,6 en el tercer puesto. Sin embargo, en la final quedó en quinto puesto, con un tiempo de 1.20,8.
En la prueba de 400 metros libres Tanner salió en la cuarta carrera preliminar donde consiguió el segundo puesto con un tiempo de 6.35,4 y pasó a las semifinales, donde la neozelandesa Shand le arrebató el tercer puesto y la clasificación para la final.
Formó parte del equipo británico de relevos de 4x100 metros estilo libre junto a Florence Barker, Constance Jeans y Grace McKenzie y ganaron la medalla de plata con un tiempo 5.17,0 segundos, siendo Tanner la que realizó el último turno. Estados Unidos logró la medalla de oro y Suecia la de bronce.

### Juegos Olímpicos de Ámsterdam, 1928[7]
En estos juegos olímpicos, Tanner repitió en tres prueba de natación en las que compitió en París.
En la prueba de los 100 metros libres mejoró su marca personal con un tiempo de 1.14,4 conseguido en la semifinal, en la que logró el cuarto puesto y no pudo llegar a la final.
También en la prueba de los 400 metros libres superó su marca (6.35,4) de 1924 logrando en la final de Ámsterdam un tiempo de 6.11,6, aunque se quedó en el sexto puesto sin conseguir medalla.
El equipo de relevos de 4x100 volvió a conseguir la medalla de plata con un tiempo de 5.02,8 superando la marca de 1924. En esta ocasión, junto a Iris Tanner formaron el equipo, Joyce Cooper, Ellen King y Cissie Stewart. La medalla de oro fue para Estados Unidos y el bronce la selección de Sudáfrica.
En enero de 1929, se organizó una gira para competir en Sudáfrica. Las cuatro nadadoras británicas que participaron fueron Joyce Cooper, Vera Tunner, Edith Mayne y Ellen King.

## Vida personal
Durante la gira en Sudáfrica, Vera Tanner empezó una relación con el también nadador George Murrell a quien conoció en los Juegos Olímpicos de Ámsterdam formando parte del equipo sudafricano. Se quedó en Sudáfrica porque se comprometieron y finalmente se casaron el 26 de abril de 1930. Vera Tanner, entonces Murrell, trabajó como profesora (1929-1939) en el colegio Sant Andrews de Grahamstown dónde también trabajaba su marido.  El matrimonio tuvo una hija, Julia, en 1934, pero finalmente se divorciaron en 1939. A ella se la recuerda como una "leyenda" en el colegio.